# Nathaniel Pitcher
Nathaniel Pitcher (* 30. November 1777 in Litchfield, Connecticut; † 25. Mai 1836 in Hudson Falls, New York) war ein US-amerikanischer Politiker und von 1828 bis 1829 Gouverneur des Bundesstaates New York. Zwischen 1819 und 1833 vertrat er seinen Staat zweimal im US-Repräsentantenhaus.

## Frühe Jahre und politischer Aufstieg
Nathaniel Pitcher besuchte die öffentlichen Schulen in seiner Heimat in Connecticut. Danach zog er nach Sandy Hill, dem heutigen Hudson Falls, im Staat New York. Politisch wurde Pitcher Mitglied der Demokratisch-Republikanischen Partei. Nach deren Auflösung Mitte der 1820er Jahre wurde er Mitglied der Demokratischen Partei. Im Jahr 1806 sowie von 1815 bis 1817 war Nathaniel Pitcher Abgeordneter im Repräsentantenhaus von New York. Zwischen 1804 und 1810 war er Ortsvorsteher und Friedensrichter der Gemeinde Kingsbury. In dieser Zeit studierte er Jura und wurde anschließend als Rechtsanwalt zugelassen. Im Jahr 1821 war Pitcher Delegierter auf einer Konferenz zur Überarbeitung der Staatsverfassung von New York.

## Kongressabgeordneter und Gouverneur
Zwischen dem 4. März 1819 und dem 3. März 1823 vertrat Nathaniel Pitcher seinen Staat für zwei Legislaturperioden als Abgeordneter im Kongress. Im Jahr 1826 wurde er zum Vizegouverneur seines Staates gewählt. Damit war er seit 1827 Stellvertreter von Gouverneur DeWitt Clinton. Nach dessen Tod am 11. Februar 1828 musste Pitcher entsprechend der Staatsverfassung dessen Amt übernehmen und die angebrochene Amtszeit als Gouverneur beenden. Am 1. Januar 1829 übergab er dann sein Amt an den neu gewählten Martin Van Buren. Zwischen dem 4. März 1831 und dem 3. März 1833 absolvierte Pitcher eine weitere Legislaturperiode im US-Repräsentantenhaus, dieses Mal als Abgeordneter der Demokratischen Partei.

## Weiterer Lebenslauf
Nach Ablauf seiner Zeit im Kongress zog sich Nathaniel Pitcher aus der Politik zurück. Er starb im Mai 1836 und wurde in Hudson Falls beigesetzt. Mit seiner Frau Anna B. Merritt hatte er zwei Kinder.